# 歌川芳菊
歌川 芳菊（うたがわ よしぎく、生没年不詳）とは、江戸時代の浮世絵師。

## 来歴
歌川国芳の門人。歌川の画姓を称し一秋斎と号す。作画期は慶応から明治初年頃にかけてとされ、団扇絵を描く。作は団扇絵「大丸呉服店」（錦絵）が知られる。